# Vista Outdoor
Vista Outdoor Inc. er en amerikansk producent af sportsudstyr til outdoor sport og rekreativ sport. De har over 40 brands og datterselskaber. Alliant Techsystems (ATK) gik ind på markedet for ammunition og outdoorprodukter i 2001. I 2015 blev Vista Outdoor oprettet ved et spin-off af outdoor-divisionen. I 2016 opkøbte de Orbital Sciences Corporation og overtog derved mærkerne Bell Sports, Giro og Blacburn.